# Polyamide 12
Polyamide 12 (ook PA 12 of nylon 12) is een thermoplastisch polymeer uit de polyamiden. Het is het polymeer van laurolactam; men kan het dus ook polylaurolactam noemen. De "12" verwijst naar het aantal koolstofatomen in het monomeer laurolactam.

## Synthese
Dit polyamide wordt bekomen door de polycondensatie van laurolactam, waarbij ringopening van dit lactam plaatsvindt. De polymeerketens van polyamide 12 hebben de volgende structuur: 
-[NH-(CH2)11-CO]n-

## Eigenschappen
Het smeltpunt van polyamide 12 ligt, naargelang de variëteit, tussen ca. 170 en 180°C; dit is lager dan het veel gebruikte nylon 6. De gebruikstemperatuur is beperkt tot ca. 100°C, met kortstondige pieken tot 125°C.
De dichtheid is, ook weer naargelang de variëteit, 1,01 tot 1,04 kg/dm3.
Het polymeer heeft een goede chemische weerstand tegen oliën, vetten, brandstoffen, zouten, zuren en basen. Het is ook goed bestand tegen hydrolyse.
Het neemt minder water op dan nylon 6 en behoudt zijn eigenschappen bij hoge vochtigheidsgraad.
Het heeft een goede dimensionele stabiliteit en slijtvastheid en is gemakkelijk bewerkbaar.

## Toepassingen
Polyamide 12 wordt gebruikt in speciale toepassingen, zoals precisie-onderdelen die onder moeilijke gebruiksomstandigheden (blootstelling aan chemicaliën en/of mechanische belasting) moeten gebruikt worden. Enkele voorbeelden:
- buizen, slangen, connectoren e.d. in voertuigen, onder meer brandstofleidingen, pneumatische remleidingen
- sportartikelen: zolen van sportschoenen, badmintonshuttles, ...
- buizen, kabelbekleding in elektrische, elektronische toepassingen
- verpakking van voedingswaren
- geneeskundige toepassingen, bv. katheters.

## Producenten
De 3 voornaamste producenten van polyamide 12 met hun respectieve merknamen zijn:
- Rilsan PA12 (Arkema, oorspronkelijk Atochem)
- Ubesta Nylon 12 (Ube Industries, Japan)
- Vestamid L (korrels) en Vestosint (poeder) (Evonik Degussa, oorspronkelijk Hüls)